# 楊任 (新安縣知縣)
楊任，直隶长垣人，清朝政治人物。拔贡出身。
乾隆四十一年（1776年），擔任清朝廣州府新安縣知縣。后由舒明阿接任。